# Ectoderma de superfície

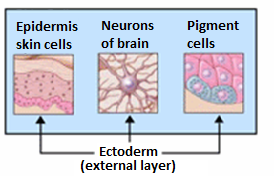
Òrgans derivats de l'ectoderma

L'ectoderma de superfície, en anglès: surface ectoderm o external ectoderm, forma les estructures següents:
- Pell humana (només l'epidermis;la dermis deriva del mesoderma) també junt amb glàndules, cabell i ungles
- Epiteli de la boca, cavitat nasal, glàndules salivals i glàndules de la boca i de la cavitast nasal
- Esmalt de les dents (però la dentina i la polpa de la dent es forma del ectomesènquima el qual deriva de l'ectoderma
- Epiteli de les glàndules pineals i pituitàries
- La lent, còrnia, glàndula lacrimal, glàndula tarsal i la conjuntiva de l'ull humà
- Vora ectodermal apical (Apical ectodermal ridge) que indueix el desenvolupament dels membres en l'embrió.
- Receptors de sensacions de l'epidermis